# Żuławka (województwo wielkopolskie)
Żuławka – wieś w Polsce położona w województwie wielkopolskim, w powiecie pilskim, w gminie Wyrzysk. Osada pierwotnie holenderska z przełomu XVIII i XIX wieku.
W latach 1975–1998 miejscowość należała administracyjnie do województwa pilskiego.
W roku 1992 na terenie wsi dokonano odkrycia archeologicznego. Przeprowadzone badania pozwoliły m.in. odkryć pozostałości dobrze zachowanych konstrukcji drewnianych z ośmiu faz osadniczych od neolitu (ok. 5100–5000 lat p.n.e.) do czasów kultury łużyckiej (700–800 lat p.n.e.). 
Inne hasła o nazwie Żuławka: Żuława, Żuławy, Żuławy Wiślane, Żuławy Gdańskie, Wielka Żuława, Żuławki, Żuławka Sztumska, Żuławka. 